# 1980 في البرازيل
فيما يلي قوائم الأحداث التي وقعت خلال عام 1980 في البرازيل.

## رياضة
- 27 يناير – جائزة البرازيل الكبرى 1980 الفائز رينيه أرنو.

## مواليد

### يناير
- 1 يناير – الكسندر أوليفا
- 2 يناير – هاريسون دا سيلفا نيري لاعب كرة قدم برازيلي.
- 4 يناير – فابريسيو إدواردو سوزا لاعب كرة قدم برازيلي.
- 10 يناير – فابيو ألفيس فيليكس لاعب كرة قدم برازيلي.
- 11 يناير – جيوفاني ديبيرسون ماوريسيو لاعب كرة قدم برازيلي.
- 14 يناير – تياغو مارتينيلي لاعب كرة قدم برازيلي.
- 15 يناير – فابيو نونيس لاعب كرة قدم برازيلي.
- 25 يناير – باولو أسونساو لاعب كرة قدم برازيلي.
- 27 يناير – أندريه لويز سيلفا دو ناسيمينتو لاعب كرة قدم برازيلي.
- 31 يناير – ألفارو سانتوس لاعب كرة قدم برازيلي.

### فبراير
- 2 فبراير – إدواردو فرانسيسكو دا سيلفا نيتو لاعب كرة قدم برازيلي.
- 2 فبراير – كارلوس ألبرتو رودريغيز غابي لاعب كرة قدم برازيلي.
- 19 فبراير – إفيرالدو دي جيسوس بيريرا لاعب كرة قدم برازيلي.
- 27 فبراير – آيلتون دي أوليفيرا موديستو لاعب كرة قدم برازيلي.

### مارس
- 4 مارس – أليكس غارسيا لاعب كرة سلة برازيلي.
- 6 مارس – رودريغو تادي لاعب كرة قدم برازيلي.
- 6 مارس – سانشيز كريباري لاعب كرة قدم برازيلي.
- 6 نوفمبر – مارسيو نوبري لاعب كرة قدم برازيلي.
- 8 مارس – داري كوستوديو دا سيلفا لاعب كرة قدم برازيلي.
- 21 مارس – رونالدينيو لاعب كرة قدم برازيلي.
- 22 مارس – ساندرو كاردوسو دوس سانتوس لاعب كرة قدم برازيلي.
- 24 مارس – مارسيلو راميرو كاماتشو لاعب كرة قدم برازيلي.
- 27 مارس – أوسمار أباريسيدو دي أزيفيدو لاعب كرة قدم برازيلي.
- 30 أغسطس – مارسيلو تفاريس لاعب كرة قدم برازيلي.

### أبريل
- 1 أبريل – كارافايو كوريا لاعب كرة قدم برازيلي.
- 8 أبريل – تياقو جنتل لاعب كرة قدم برازيلي.
- 9 أبريل – أندريه سيلفا لاعب كرة قدم برازيلي.
- 21 أبريل – لويس فرناندو مارتينز لاعب كرة قدم برازيلي.
- 22 أبريل – جيسي لاعب كرة قدم برازيلي.
- 22 أبريل – فرديناندو رضا لاعب كرة قدم برازيلي.
- 23 أبريل – إمرسون دي أنداردي سانتوس لاعب كرة قدم برازيلي.
- 27 أبريل – أندرسون كليبر بيرالدو لاعب ومدرب كرة قدم برازيلي.

### مايو
- 5 مايو – أرديليس جواكيم دوس سانتوس نيتو لاعب كرة قدم برازيلي.
- 6 مايو – ريكاردو أوليفيرا لاعب كرة قدم برازيلي.
- 12 مايو – جوليو سيزار روكا كوستا لاعب كرة قدم برازيلي.
- 22 مايو – إريكسون كارلوس دوس سانتوس سيلفا لاعب كرة قدم برازيلي.

### يونيو
- 2 يونيو – غييرمي جيوفانوني
- 2 يونيو – فابريزيو مورتي موسيقي برازيلي.
- 3 يونيو – كارفالهو دي أوليفيرا أماوري لاعب كرة قدم إيطالي.
- 10 يونيو – ماتوزاليم لاعب كرة قدم برازيلي.
- 16 يونيو – برانداو لاعب كرة قدم برازيلي.
- 16 يونيو – ماركوس فينانسيو دي ألبوكيركي لاعب كرة قدم برازيلي.
- 22 يونيو – كارلوس دياز لاعب كرة قدم برازيلي.
- 23 يونيو – نيفالدو باتيستا سانتانا لاعب كرة قدم برازيلي.
- 24 يونيو – سيسينيو لاعب كرة قدم برازيلي.
- 28 يونيو – فلافيو ساريتا لاعب كرة مضرب برازيلي.

### يوليو
- 15 يوليو – أندريه لويز براد لاعب كرة قدم برازيلي.
- 15 يوليو – خوسيه كارلوس غارسيا ليال لاعب كرة قدم برازيلي.
- 20 يوليو – جيزيل بوندشين
- 26 يوليو – إيدسون أرواخو لاعب كرة قدم برازيلي.
- 30 يوليو – ماركوس تياغو برنارد رودريغز لاعب كرة قدم برازيلي.
- 31 يوليو – فينيسيوس بيرغانتين لاعب كرة قدم برازيلي.

### أغسطس
- 1 أغسطس – مانسيني لاعب كرة قدم برازيلي.
- 5 أغسطس – إدواردو ريبيرو دوس سانتوس لاعب كرة قدم برازيلي.
- 12 أغسطس – رافائيل أراوجو لاعب كرة سلة برازيلي.
- 13 أغسطس – آديل دي أوليفيرا أموريم لاعب كرة قدم برازيلي.
- 13 أغسطس – لياندرو ليزا أزيفيدو لاعب كرة قدم برازيلي.
- 30 أغسطس – مارسيلو تفاريس لاعب كرة قدم برازيلي.

### سبتمبر
- 8 سبتمبر – مايك دوس سانتوس لاعب كرة يد برازيلي.
- 11 سبتمبر – أنطونيو بيتزونيا سائق سيارة سباق برازيلي.
- 13 سبتمبر – جيلبرتو ريبيرو غونكالفز لاعب كرة قدم برازيلي.
- 16 سبتمبر – جادل جريجوريو منافِس أوليمبي برازيلي.
- 18 سبتمبر – إيلان أروجو دالينيا لاعب كرة قدم برازيلي.
- 22 سبتمبر – فرناندا تفاريس عارضة برازيلية.
- 30 سبتمبر – دانتي امارال

### أكتوبر
- 5 أكتوبر – الهمبرليتو بورخيس لاعب كرة قدم برازيلي.
- 6 أكتوبر – رودريغو لاسيردا راموس لاعب كرة قدم برازيلي.
- 9 أكتوبر – فابيو دوس سانتوس باربوزا لاعب كرة قدم برازيلي.
- 11 أكتوبر – ويسلي لوبيز لاعب كرة قدم برازيلي.
- 24 أكتوبر – أنسيلمو لاعب كرة قدم برازيلي.
- 27 أكتوبر – هوغو أنريك اسيس دو ناسيمينتو لاعب كرة قدم برازيلي.

### نوفمبر
- 3 نوفمبر – فاغنر لويس دي أوليفيرا مارينز لاعب كرة قدم برازيلي.
- 6 نوفمبر – مارسيو نوبري لاعب كرة قدم برازيلي.
- 10 نوفمبر – أنطونيو كايو دا سيلفا سوزا لاعب كرة قدم برازيلي.
- 19 نوفمبر – أريفالدو ألفيس دوس سانتوس لاعب كرة قدم برازيلي.
- 19 نوفمبر – رودريغو تاباتا لاعب كرة قدم برازيلي.
- 21 نوفمبر – جواو سواريز دا موتا نيتو لاعب كرة قدم برازيلي.
- 22 نوفمبر – أريفالدو أنطونيو سارايفا لاعب كرة قدم برازيلي.

### ديسمبر
- 9 ديسمبر – خوسيه روبيرتو دي أوليفيرا لاعب كرة قدم برازيلي.
- 17 ديسمبر – رافاييل تشميتز لاعب كرة قدم برازيلي.
- 21 ديسمبر – ريكاردو ميلو لاعب كرة مضرب برازيلي.

## وفيات

### فبراير
- 8 فبراير – زيزي بروسوبيو (مواليد 1913) لاعب كرة قدم برازيلي.

### يونيو
- 8 يونيو – ألفريدو بريلهانتي دا كوستا (مواليد 1904) لاعب كرة قدم برازيلي.

### يوليو
- 9 يوليو – فينيسيوس دجي مورايز (مواليد 1913) ملحن برازيلي.

### سبتمبر
- 9 سبتمبر – خوسيه دي أنكييتا فونتانا (مواليد 1940) لاعب كرة قدم برازيلي.
- 21 سبتمبر – فالدير أزيفيدو (مواليد 1923) موسيقي برازيلي.